# Psilocymbium lineatum
Psilocymbium lineatum is een spinnensoort uit de familie hangmatspinnen (Linyphiidae). De soort komt voor in Brazilië.